# MBT-3000
El Main Battle Tank 3000 (MBT-3000), a su vez conocido bajo su designación industrial como el VT-4; es uno de los prototipos de un carro de combate principal de quinta generación, que actualmente se encuentra en fase de desarrollo, por parte de la firma estatal de producción de material de defensa de China, Norinco.

## Diseño
El diseño es muy convencional, y sigue la tendencia del modelo soviético T-64 en cuanto a su aspecto externo y silueta; en la que se basan los últimos diseños chinos, entre ellos el del Tipo 99 en el cual se basa directamente, pero presenta mejorías notables, como el poseer un blindaje compuesto, similar al Chobham inglés pero mejorado. La torreta se ha diseñado de tal forma que pueda alojar tanto el cañón de calibre 125 mm estándar en los arsenales chinos, así como el futuro cañón de calibre 140 mm de desarrollo local.
Su peso no excederá las 54 toneladas, toda vez que su circulación en las autovías chinas sería restringido por su capacidad de resistencia al torque y peso del mismo. Este modelo está altamente computerizado en casi todos sus sistemas y subsistemas (navegación, tiro, imágenes, dirección y navegación, entre otros) y cuenta con un sistema de navegación inercial y otro de Sistema de Posicionamiento Global (GPS).

### Armamento

#### Armamento primario
El cañón es ya conocido, y es una mejora sobre el diseño soviético del 2A46M4, similar al montado en el T-90 ruso, el cual puede disparar varios tipos de munición, que incluyen a: penetradores de carga cinética, cabezales de tipo HESH y proyectiles anti-carro altamente explosivos. En adición a esto, en el cañón se pueden disparar incluso misiles anticarro con un alcance efectivo máximo de 5000 metros (5468 yd). En su casco y torreta puede acarrear hasta 38 proyectiles para el arma principal, con una cadencia de tiro máxima de 8 disparos por minuto, disponiendo para uso inmediato de hasta 22 proyectiles en el autocargador instalado.

#### Armamento secundario
El MBT-3000 cuenta para su defensa antiaérea con una torreta de control remoto equipada con una ametralladora que se cree es de calibre 12,7 milímetros (1 plg) y otra de calibre 7,62 milímetros (0 plg) de tipo coaxial al cañón para defensa contra infantería.

#### Sistema de control de tiro
El sistema de dirección de tiro del MBT-3000 incluye sistemas de imágenes digitalizadas que constan de una cámara térmica para el artillero y el comandante, que puede operar en toda condición, tanto nocturna como diurna, aparte de los periscopios y miras tradicionales.

### Movilidad
El MBT-3000 está propulsado por un motor turbocargado con control electrónico que produce unos 1300 caballos (969 kW). Su velocidad de crucero se estima en unos 68 kilómetros por hora (42 mph) y dispondrá de un alcance operacional de hasta 500 kilómetros (311 mi) sin tanques externos. La profundidad de vadeo es de 4,5 metros (5 yd) y una capacidad de vadeo de 2,7 metros (3 yd). La pendiente afrontable es como máximo del 60%.

### Protección
El vehículo tiene, para contener incendios internos, un sistema de extinción de incendios y otro de supresión de explosiones internas. Está a su vez instalado a bordo un nuevo tipo de sistema de protección activa designado como GL-5, de producción local.

#### Contramedidas
El sistema de contramedidas del MBT-3000 incluye ocho lanzagranadas de humo de calibre 76 milímetros (3 plg), y cuatro granadas de tipo shrapnel de calibre 76 milímetros (3 plg) como última medida antipersonal.

## Usuarios

### Actuales
- Tailandia  Tras el fracaso ucraniano en entregar la totalidad de los T-84 "Oplot-M" solicitados, el Ejército Real Tailandés adquirió 28 VT-4, recibidos a partir de octubre de 2017. El precio, de USD150 millones, incluía una opción por otros 153 vehículos. Posteriormente, los tailandeses ordenaron otros 10 VT-4 adicionales a NORINCO, por 58 millones de US$.

- Nigeria  -  Recibió un primer envío de MBTs VT-4 ( junto a otros blindados) el 8 de  abril de 2020.Los 17 blindados entregados incluían también caza-tanques ST1 y artillería autopropulsada SH5, de 105mm. Fue la primera entrega correspondiente a un contrato por $152 millones de dólares en armamento, firmado entre Nigeria y China en el 2019

- Pakistán A mediados de abril de 2020, la prensa china informó que el primer lote de tanques VT-4 (MBT-3000 para la exportación) había sido entregado a Pakistán. En la red ya se habían podido ver las primeras fotos de los tanques, fabricados en la Fábrica 617, perteneciente al grupo Norinco. Se trataba de una variante con blindaje ERA denominada "Opción FY-IV".

De esa manera, quedaba descartado ( al menos de momento) la posible adquisición de T-84M "Oplot" ucranianos. 
- China - Solo prototipos.[6][7]

### Posibles usuarios
- Camerún - El ejército camerunés ha mostrado interés por tener una flota de carros blindados china ha ofrecido estos tanques.
- Marruecos -  El Ejército Real de Marruecos ha mostrado interés por este carro debido a necesitar una flota de tanques blindados pesados con los que complementa el VT-1A.
- Colombia - El 11 de diciembre de 2023 la compañía Norinco ofreció hasta 44 unidades blindadas del MBT-3000 para su incorporación al ejército colombiano. [8]

### Desarrollos relacionados
- Tipo 58
- T-72

Tipo 59 -
Tipo 62 -
Tipo 69/79 -
Tipo 80/85/88 -
Tipo 90/96 -
Tipo 99 -
MBT 2000/Al-Khalid -
MBT-3000 -

### Vehículos similares
- Leopard 2A7+
- / Leopardo 2E
- Tipo 98G
- P'ookpong Ho (M-2002)
- K2 Black Panther
- M-95 Degman
- AMX-56 Leclerc
- M1 Abrams A2
- Arjun
/ T-90 ''"Bhishma"''
- C1 Ariete
- Zulfiqar 3
- Merkava IV
- /// Al-Hussein
- Tipo 90
  Tipo 10
- PT-91Z
- / Al-Khalid
/ Al-Zarrar
- Challenger 2 LIP
- T-80UM2
  T-90AM
- M-84AS (M-2001)
- / Stridsvagn 122
- MİTÜP Altay
- T-84 Oplot-M